# 特派員
特派員（とくはいん）とは、国・地域など、その地に特別に派遣された報道局員。とりわけ、新聞・雑誌・放送局などの報道機関から自国外に派遣されて、取材に当たる記者のことを指す。ただし、メディアによっては「特派員」と表記されることがなくなっている。

## 種別

### 外国特派員
一般に外国に派遣される特派員。派遣先に応じてニューヨーク特派員、パリ特派員などと表記される。
国外に記者を派遣して遠隔地の情報も報道するようになったのは1850年代より前であるが、キャサリン・ウォーターズは1850年代にチャールズ・ディケンズが編集を務めた雑誌『家庭の言葉』の特派員がディケンズ流の文章を書く方法を学んだことがで新しい報道が生まれたとしている。
ジョン・ドルーも1850年代の特派員、特にディケンズの下で活動した特派員の記事が事実主義から個人的な体験談を伝えるようになったと指摘しており、19世紀半ばの特派員とそれ以前の特派員には違いがあり変化があったとされる。

### 戦争特派員
特に戦地に派遣される特派員。ベトナム戦争では各国の戦争特派員が戦地を取材した。

### 災害特派員
特に大規模災害の被災地に派遣される特派員。